# قائمة زملاء الجمعية الملكية المنتخبين في 1955
هذه الصفحة تعرض قائمة زملاء الجمعية الملكية المُنتخبين لعام 1955.

## الزملاء
- ريغنالد وليام جيمس
- Alexander George Ogston [الإنجليزية]‏
- إدريد جون هنري كورنر
- Samuel Devons [الإنجليزية]‏
- Donald Holroyde Hey [الإنجليزية]‏
- جيدو بونتيكورفو
- آرثر جيفري ووكر
- Raymond Lyttleton [الإنجليزية]‏
- Allan Watt Downie [الإنجليزية]‏
- Alexander Fleck, 1st Baron Fleck [الإنجليزية]‏
- Otto Lowenstein [الإنجليزية]‏
- G. P. Wells [الإنجليزية]‏
- D. J. Finney [الإنجليزية]‏

## الأعضاء الأجانب
- فيرنر هايزنبيرغ
- أوتو رينر
- ليز مايتنر